# Ţiganca
Ţiganca es una comuna y localidad de Moldavia en el distrito (raión) de Cantemir.

## Geografía
Se encuentra a una altitud de 35 m s. n. m. a 129 km de la capital nacional, Chisináu.

## Demografía
En el censo 2014 el total de población de la localidad fue de 2 596 habitantes.